# 1931 Čapek
1931 Čapek eller 1969 QB är en asteroid i huvudbältet som upptäcktes den 22 augusti 1969 av den tjeckiske astronomen Luboš Kohoutek vid Bergedorf-observatoriet. Den har fått sitt namn efter författaren Karel Čapek.
Asteroiden har en diameter på ungefär 6 kilometer.